# Monts Santa Ynez
Les monts Santa Ynez (Santa Ynez Mountains en anglais) sont une chaîne montagneuse de Californie, aux États-Unis. Elles font partie des chaînes côtières du Pacifique qui s'étendent le long de côte Ouest du continent nord-américain, du Canada au Mexique.

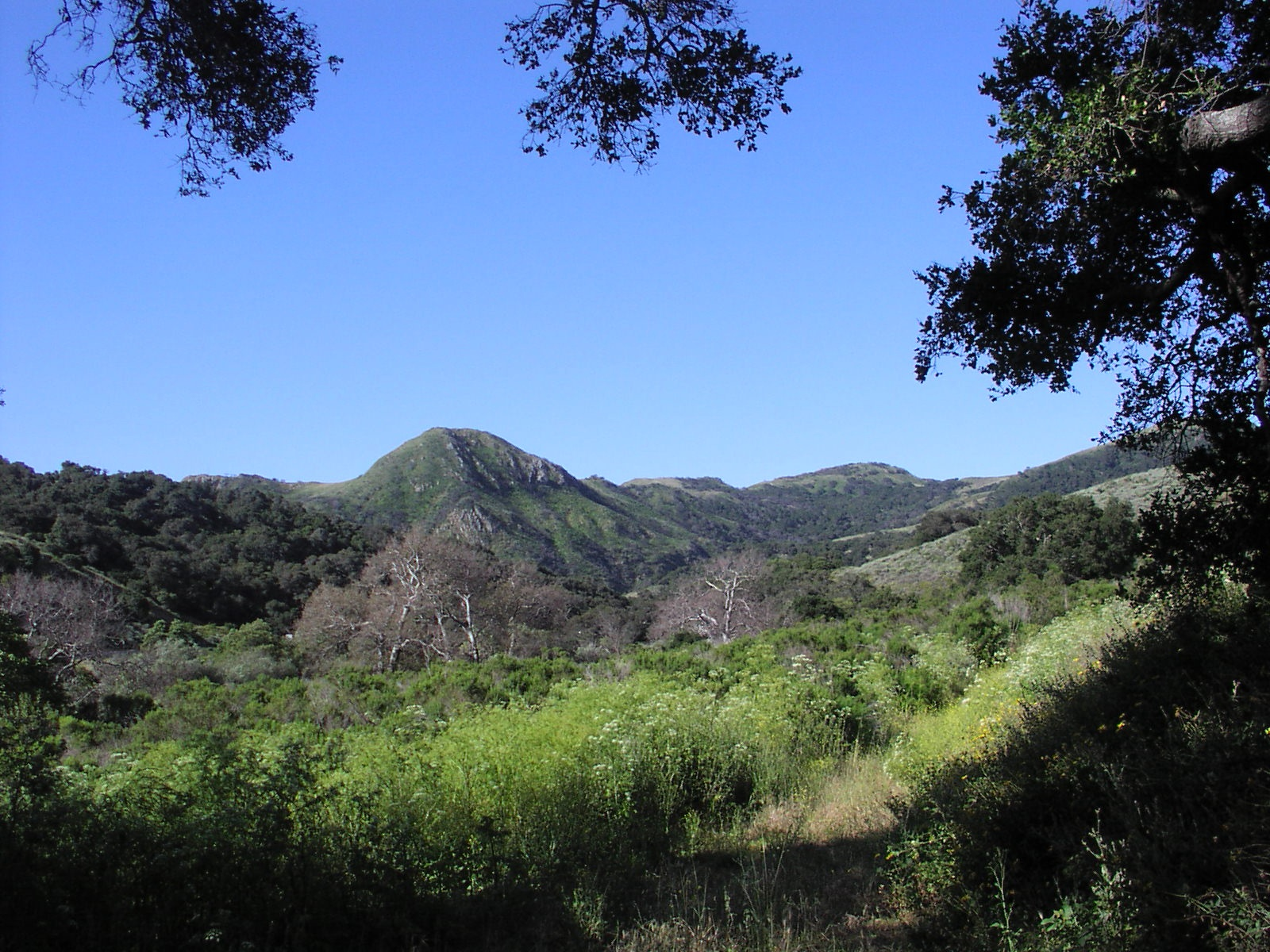
Panorama du parc d'État de Gaviota.

Principalement située dans le comté de Santa Barbara et partiellement dans celui de Ventura, la chaîne s'étend au nord de la ville de Santa Barbara et culmine à 1 434 mètres d'altitude au Divide Peak.
Le nom « Santa Ynez » provient de la rivière du même nom qui prend sa source au cœur de la forêt nationale de Los Padres (Los Padres National Forest) couvrant une grande partie de la chaîne et qui se jette 121 km plus loin dans l'océan Pacifique, près de la Vandenberg Air Force Base et de la petite ville de Lompoc.